# Ти ж мене підманула
Ти ж мене підманула — українська народна пісня. Мелодія похідна від Їхав козак за Дунай. Пісня оповідає про юнака та дівчину, яка кожен день тижня призначає йому побачення, а сама на них не приходить. Ця пісня є однією з найпопулярніших у світі українських пісень. Її виконували такі відомі виконавці, як Сергій Лемешев, Карел Готт, «Пісняри». Часто вона звучить і у виконанні сучасних співаків і гуртів, зокрема Ярослава Євдокимова, груп «Воплі Відоплясова», «Чорнобривці», «The Ukrainians».

## Історія
За даними історика Василя Кисиленка, вперше пісня згадується у 1897 році в «Сборнике Харьковского историко-филологического общества» серед пісень Лубенського повіту Полтавської губернії, зібраних етнографом Василем Милорадовичем. Тоді вона належала до роду «триндичок», цебто жартівливих молодіжних пісень.

## Текст пісні
| Текст 1897 року | Запис М. Г. Ревуцького (до 1906) | Матеріали української етнології (1918) | Сучасний текст |
| --- | --- | --- | --- |
| Прийди, прийди в понеділок Та підемо по барвінок. Приспів: Ти ж мене підманула, Ти ж мене підвела; Ти ж мене, молодого, З ума-розуму звела! Прийди, прийди у вівторок Та нажнемо снопів сорок. Приспів. Прийди, прийди у середу Та підемо по череду. Приспів. Прийди, прийди у четвер, Краще буде, ніж тепер. Приспів. Прийди, прийди у п’ятницю Та підемо по яглицю. Приспів. Прийди, прийди у суботу Та підемо на роботу. Приспів. Прийди, прийди у неділю Та підемо по шевлію. Ти ж мене підманула, Ти ж мене підвела! Ти ж мені, молодому, Вечеряти не дала. | Ти сказала: «Прийди, прийди!» Не сказала, куди, куди… Ти ж мене підманила, ти ж мене підвела, Ти ж мене, молодого, із розуму ізвела! Ти сказала: «Під комору!» Не сказала, під котору… Ти ж мене підманила, ти ж мене підвела, Ти ж мене, молодого, із розуму ізвела! Ти сказала: «У вівторок Поцілую разів сорок!» Ти ж мене підманила, ти ж мене підвела, Ти ж мене, молодого, із розуму ізвела! | Чи я, милий, не казала, Чи не говорила, Прийди, прийди увечері, Я рибку варила. Не прийшов у вечорі, Не прийшов уранці, То позбирай, бісів сину, Кісточки на лавці. Прийди, прийди в понеділок, Та підем по барвінок; Прийди, прийди у вівторок, Та поцілуй разів сорок; Прийди, прийди у середу, Та підемо по череду; Прийди, прийди у четвер, Лучче будь, ніж тепер; Прийди, прийди у п'ятницю, Та підемо по ягницю; Прийди, прийди у суботу, Та підемо на роботу; Прийди, прийди у неділю, Та нарядимось до діла. | Ти казала: «В понеділок Підем разом по барвінок». Я прийшов, тебе нема, Підманула-підвела. Ти ж мене підманула, Ти ж мене підвела, Ти ж мене молодого З ума-розуму звела. Ти казала у вівторок Поцілуєш разів сорок, Я прийшов, тебе нема, Підманула-підвела. Ти казала у середу Підем разом по череду, Я прийшов, тебе нема, Підманула-підвела. Ти казала у четвер Підем разом на концерт, Я прийшов, тебе нема, Підманула-підвела. Ти казала у п’ятницю Підем разом по суниці, Я прийшов, тебе нема, Підманула-підвела. Ти казала у суботу Підем разом на роботу, Я прийшов, тебе нема, Підманула-підвела. Ти казала у неділю Підем разом на весілля Я прийшов, тебе нема, Підманула-підвела. |

## Зауваження
Цю пісню можуть також співати два-три голоси — чоловічий і жіночий, по черзі. У такому разі текст пісні змінюється йдучи від першої особи виконавців:
Я казала у четвер підем разом на концерт,

Ти прийшов, мене нема, підманула, підвела.

Я ж тебе підманула, я ж тебе підвела,

Я ж тебе, молодого, з ума-розуму звела.

Ти ж його підманула, ти ж його підвела,

Ти ж його, молодого, з ума-розуму звела.
Існує варіант куплету про четвер, у якому йдеться не про явно чужий у сільському контексті «концерт», а про «спацер» — німецьке запозичення в польській, а звідти й у західноукраїнських говірках слівце, що означає «прогулянка» (від нім. «spazieren (шпацірен)» — прогулюватися). Зафіксовано сучасний «переклад» такої версії:
У четвер казала зранку

Підем разом на гулянку…
Широко розповсюджений варіант:
Ти казала у четвер

Підем разом по щавель…
Нарешті, дует «Два кольори» співав:
Ти казала у четвер

Поцілую, як тепер…

## Відомі виконавці
- Ярослав Євдокимов
- «Чорнобривці»
- «Воплі Відоплясова»